# 파트리크 마인카
파트리크 마인카(독일어: Patrick Mainka, 1994년 11월 6일 ~ )는 독일의 축구 선수이다. 현재 독일 분데스리가의 1. FC 하이덴하임에서 활약하고 있다.